# Yamato (Kanagawa)
Yamato (大和市, Yamato-shi) és una ciutat de la prefectura de Kanagawa, al Japó. L'any 2015 tenia una població estimada de 233.586 habitants i una densitat de població de 8.632 persones per km². L'àrea total de la ciutat és de 27.09 km².

## Geografia
Yamato està situada en els plans de la zona central-nord de la prefectura de Kanagawa, envoltada per altres ciutats de la prefectura. Pel nord, fa frontera amb Tòquio.

## Història
L'àrea de l'actual ciutat de Yamato ha estat habitada durant milers d'anys. Arqueòlegs han trobat eines de pedra del període paleolític japonès i fragments ceràmics del període Jomon en nombroses localitzacions del territori. La ciutat apareix esmentada en els escrits Engishiki del període Heian. Durant el període Kamakura, l'àrea formava part del shōen de Shibuya. Passà sota control del clan Ashikaga a principis del període Muromachi, i posteriorment del clan Hōjō d'Odawara. Amb l'inici del període Edo, l'àrea era part d'un tenryō de la província de Sagami controlat directament pel shogunat Tokugawa, però administrat a través de diversos hatamotos. Sota el mandat del 5è shogun, Tokugawa Tsunayoshi, un d'aquests hatamotos, Sakamoto Shigeharu (1630-1693), esdevingué daimyo del recentment proclamat domini de Fukami, a l'octubre de 1682. Al decréixer la seva producció, el domini fou suprimit.
Durant la restauració Meiji, l'àrea de l'actual Yamato passà a formar part del districte de Kōza de la prefectura de Kanagawa. L'1 d'abril de 1889, fou dividit administrativament en la vila de Shibuya i la vila de Tsurumi, la qual canvià el seu nom a vila de Yamato el 25 de setembre de 1891. El territori va ser connectat per ferrocarril el 1926 via els ferrocarrils de Sagami i el 1929 via els ferrocarrils elèctrics d'Odakyu, causant un increment de la població. El 1940 es va establir a Yamato la Base Aèria de Sagamino de l'Exèrcit Imperial del Japó. Yamato obtingué l'estatus de poble el 1943, i la vila de Shibuya el 1944. No obstant, el poble Shibuya fou dissolt el 1955, amb una part fusionant-se amb Fujisawa, i la resta del territori revertit a estatus de vila. Aquesta porció va fusionar-se amb Yamato el 1957, esdevenint ciutat el 1959. L'abril de 2000, Yamato va superar els 200.000 habitants i fou proclamada ciutat especial amb major autonomia del govern central.

## Agermanament
- Minami-Uonuma, Niigata, Japó
- Taiwa, Miyagi, Japó
- Kōshū, Yamanashi, Japó[4]
- Gwangmyeong, Gyeonggi, Corea del Sud[4]